# Arie Selinger
Aryeh Selinger (Cracovia, Polonia 5 de abril de 1937) es un exjugador profesional y entrenador de voleibol israelí, reconocido como uno de los mejores entrenadores de la historia de este deporte. Se destaca por su trabajo en la selección femenina estadounidense, donde obtuvo la medalla plateada en los Juegos Olímpicos de Los Ángeles 1984.

## Biografía
Selinger nació en Polonia unos años antes del inicio de la ocupación nazi durante la Segunda Guerra Mundial. Fue separado de su familia y enviado a un campo de concentración junto a su madre en 1942. Al finalizar la guerra, gracias al rescate por parte del ejército estadounidense, fue enviado a Israel mediante la ayuda de la Cruz roja estadounidense.
Estudió el profesorado de educación física en el Instituto Wingate, a la vez que era jugador del seleccionado israelí. Representó a Israel entre 1954 y 1963, donde allí participó del Campeonato Mundial de 1956. En su último año como jugador, se graduó del instituto y comenzó su carrera como profesor y entrenador. Su primer gran oportunidad se presentó cuando tomó el mando del seleccionado femenino israelí en 1967, donde obtuvo el 8º. lugar en el campeonato europeo.
En 1969, emigró hacia los Estados Unidos para completar sus estudios en la Universidad de Illinois, donde obtuvo un doctorado en filosofía en educación física en 1977. Paralelo a sus estudios, en 1975 obtuvo la oportunidad de dirigir al seleccionad femenino de Estados Unidos. Con este conjunto, obtuvo la primera medalla olímpica de un conjunto estadounidense en voleibol al perder la final con China en los Juegos Olímpicos de 1984.
Luego de su paso en los Estados Unidos, en 1985 fue nombrado entrenador de la Selección de voleibol de los Países Bajos donde en 1992 obtuvo una nueva medalla plateadas en los Juegos olímpicos de 1992 disputados en Barcelona.
Desde 1989, Selinger se ha desempeñado como entrenador de distintos clubes en la V. League japonesa y la liga israelí, donde ha ganado varios campeonatos locales. Su último club dirigido fue el Maccabi Tel Aviv.
En 1995, fue añadido al Salón de la Fama del Voleibol.

## Palmarés

#### Como entrenador
| Selección          | Campeonato               | Año  | Resultado |
| ------------------ | ------------------------ | ---- | --------- |
| Israel (Femenino)  | Golden League Europea    | 2015 | 3º. lugar |
| EE. UU. (femenino) | Campeonato NORCECA       | 1975 | 2º. lugar |
| EE. UU. (femenino) | Campeonato NORCECA       | 1977 | 2º. lugar |
| EE. UU. (femenino) | Campeonato NORCECA       | 1979 | 2º. lugar |
| EE. UU. (femenino) | Campeonato NORCECA       | 1981 | 1º. lugar |
| EE. UU. (femenino) | Campeonato NORCECA       | 1983 | 1º. lugar |
| EE. UU. (femenino) | Juegos Panamericanos     | 1983 | 2º. lugar |
| EE. UU. (femenino) | Campeonato Mundial       | 1982 | 3º. lugar |
| EE. UU. (femenino) | Juegos Olímpicos         | 1984 | 2º. lugar |
| Países Bajos       | Liga Mundial de Voleibol | 1990 | 2º. lugar |
| Países Bajos       | Juegos Olímpicos         | 1992 | 2º. lugar |